# Tolmerus cowini
Tolmerus cowini là một loài ruồi trong họ Asilidae. Tolmerus cowini được Hobby miêu tả năm 1946. Loài này phân bố ở vùng Cổ Bắc giới.